# Noordse combinatie op de Olympische Winterspelen 2010
Noordse combinatie is een van de sporten die beoefend werden tijdens de Olympische Winterspelen 2010 in Vancouver. De wedstrijden vonden plaats in het wintersportgebied Whistler Olympic Park.
Sinds de vorige Olympische Winterspelen zijn de disciplines van de noordse combinatie aangepast. De traditionele individuele Gundersen, die bestond uit 2 sprongen van de schans gevolgd door 15 km langlaufen, werd uit het programma geschrapt evenals de sprintwedstrijd die bestond uit 1 sprong van de schans gevolgd door 7,5 km langlaufen.
Het nieuwe programma bestaat uit een Gundersenwedstrijd van de normale schans met één sprong van de normale schans en 10 km langlaufen. De Gundersenwedstrijd van de grote schans met één sprong van de grote schans en 10 km langlaufen.

## Programma
Mannen
| Datum       | Lokale tijd | MET   | Onderdeel                    |
| ----------- | ----------- | ----- | ---------------------------- |
| 14 februari | 10:00       | 19:00 | Individueel normale schans   |
| 14 februari | 13:30       | 22:30 | Individueel 10 km langlaufen |
| 23 februari | 10:00       | 19:00 | Team grote schans            |
| 23 februari | 13:00       | 22:00 | Team estafette langlaufen    |
| 25 februari | 10:00       | 19:00 | Individueel grote schans     |
| 25 februari | 13:00       | 22:00 | Individueel 10 km langlaufen |

## Medailles
| Onderdeel    | Goud                                                       | Goud | Zilver                                                  | Zilver | Brons                                                       | Brons |
| ------------ | ---------------------------------------------------------- | ---- | ------------------------------------------------------- | ------ | ----------------------------------------------------------- | ----- |
| Gundersen NH | Jason Lamy-Chappuis                                        | FRA  | Johnny Spillane                                         | USA    | Alessandro Pittin                                           | ITA   |
| Gundersen LH | Bill Demong                                                | USA  | Johnny Spillane                                         | USA    | Bernhard Gruber                                             | AUT   |
| Team         | Bernhard Gruber David Kreiner Felix Gottwald Mario Stecher | AUT  | Brett Camerota Todd Lodwick Johnny Spillane Bill Demong | USA    | Johannes Rydzek Tino Edelmann Eric Frenzel Björn Kircheisen | GER   |

## Medailleklassement
| Plaats | Land             | NOC    | Goud | Zilver | Brons | Totaal |
| ------ | ---------------- | ------ | ---- | ------ | ----- | ------ |
| 1      | Verenigde Staten | USA    | 1    | 3      | 0     | 4      |
| 2      | Oostenrijk       | AUT    | 1    | 0      | 1     | 2      |
| 3      | Frankrijk        | FRA    | 1    | 0      | 0     | 1      |
| 4      | Duitsland        | GER    | 0    | 0      | 1     | 1      |
| 4      | Italië           | ITA    | 0    | 0      | 1     | 1      |
| Totaal | Totaal           | Totaal | 3    | 3      | 3     | 9      |

Chamonix 1924 · 
St. Moritz 1928 · 
Lake Placid 1932 · 
Garmisch-Partenkirchen 1936 · 
St. Moritz 1948 · 
Oslo 1952 · 
Cortina d'Ampezzo 1956 · 
Squaw Valley 1960 · 
Innsbruck 1964 · 
Grenoble 1968 · 
Sapporo 1972 · 
Innsbruck 1976 · 
Lake Placid 1980 · 
Sarajevo 1984 · 
Calgary 1988 · 
Albertville 1992 · 
Lillehammer 1994 · 
Nagano 1998 · 
Salt Lake City 2002 · 
Turijn 2006 · 
Vancouver 2010 · 
Sotsji 2014 · 
Pyeongchang 2018 · 
Peking 2022 
Lijst van olympische medaillewinnaars
Alpineskiën · Biatlon · Bobsleeën · Curling · Freestyleskiën · Kunstrijden · Langlaufen · Noordse combinatie · Rodelen · Schaatsen · Schansspringen · Shorttrack · Skeleton · Snowboarden · IJshockey